# پارگی رحم
پارگی رحم (به انگلیسی: Uterine rupture) یک عارضهٔ نادر ولی جدی است و منظور از آن، یک پارگی در دیوارهٔ رحم است که اغلب در محل برش سزارین قبلی به وجود می‌آید. این عارضه اغلب در مراحل اولیهٔ زایمان اتفاق می‌افتد که در صورت تشخیص به‌موقع پزشک، عواقب آن برای مادر و جنین تحت کنترل خواهد بود. همچنین اگر خانمی در زایمان قبلی خود دچار پارگی رحم شده باشد، پزشک زایمان طبیعی را بعد از سزارین قبلی‌اش برای زایمان بعدی او در نظر نخواهد گرفت، زیرا این انتخاب ریسک وقوع دوبارهٔ این عارضه را بسیار شدیدتر می‌کند. در مواردی که آسیب جدی نیست احتمال ترمیم خود به خود رحم بنابر نظر پزشک ممکن است ولی در موارد شدیدتر که امکان کنترل خونریزی ممکن نیست با با عمل هیسترکتومی خود رحم برداشته می‌شود.

## علائم
- اختلال در ضربان قلب جنین
- درد شکم
- خونریزی شدید واژن
- افت شدید فشار خون
- تند شدن ضربان قلب مادر
- حالت غش و از حال رفتن
- درد قفسهٔ سینه

## عوامل افزایش‌دهنده
یک زخم رحم از سزارین قبلی معومول‌ترین عامل وقوع پارگی رحم است. (در یک بررسی، ۵۲ درصد زخم سزارین قبلی گزارش شد.) در دیگر موارد نیز جراحی رحم که حاصل برش‌ و شکاف‌های ضخیم (مثل میومکتومی)، زایمان‌های ناکارآمد، تسریع زایمان با اکسی‌توسین و پروستاگلاندین و همچنین داشتن ازدواج‌های متعدد ممکن است از عوامل افزایش‌دهندهٔ ریسک پارگی رحم باشد. در سال ۲۰۰۶ نیز یک مورد نادر از پارگی رحم در اولین بارداری و بدون هیچ عامل افزایش‌دهنده‌ای گزارش شده است.

## عوارض و درمان
با توجه به شدت این عارضه، این پارگی می‌تواند:
- خفیف و بی‌خطر باشد.
- خودبه‌خود ترمیم شود.
- در صورت ترمیم نشدن و تشخیص پزشک، رحم توسط عمل هیسترکتومی برداشته شود.
- باعث خونریزی شدید مادر یا کاهش اکسیژن‌رسانی به کودک شود.
- باعث آسیب مغزی جنین و مرگ او شود.[۴]